# Whitsbury
Whitsbury – wieś w Anglii, w hrabstwie Hampshire, w dystrykcie New Forest. Leży 33 km na zachód od miasta Winchester i 133 km na południowy zachód od Londynu.